# Cabezas (Cordillera)
Cabezas ist eine Landstadt im Departamento Santa Cruz im südamerikanischen Anden-Staat Bolivien.

## Lage im Nahraum
Cabezas ist zentraler Ort des Municipios Cabezas in der Provinz Cordillera. Die Stadt liegt auf einer Höhe von 469 m am linken Ufer des Río Grande, der hier endgültig das bolivianische Tiefland erreicht hat.

## Geographie
Cabezas liegt am südöstlichen Rand der bolivianischen Cordillera Oriental im Bereich des subtropischen Klimas und ist geprägt durch eine halbjährige Trockenzeit, die von Mai bis Oktober reicht.
Die Durchschnittstemperatur der Region beträgt etwa 24 °C (siehe Klimadiagramm Cabezas), die Monatswerte schwanken zwischen 20 °C im Juni und Juli und 27 °C im Dezember und Januar. Der Jahresniederschlag beträgt 800 mm, feuchteste Monate sind Januar und Februar mit 130 mm und trockenste Monate Juli und August mit weniger als 20 mm im langjährigen Durchschnitt.

## Verkehrsnetz
Cabezas liegt in einer Entfernung von 124 Straßenkilometern südlich von Santa Cruz, der Hauptstadt des gleichnamigen Departamentos.
Von Santa Cruz führt die asphaltierte Nationalstraße Ruta 9 in südlicher Richtung über Río Seco bis Cabezas und weiter über Abapó, Ipitá und Villamontes nach Yacuiba an der bolivianischen Grenze zu Argentinien.
Cabezas ist auch Haltepunkt der Eisenbahnlinie von Santa Cruz nach Yacuiba. Von Abapó aus gibt es Personenzug-Verbindungen in nördlicher wie in südlicher Richtung, welche die Fahrgäste in etwa dreieinhalb Stunden nach Santa Cruz und in dreizehn Stunden nach Yacuiba befördern.

## Bevölkerung
Die Einwohnerzahl der Ortschaft ist in den vergangenen zwei Jahrzehnten auf etwa das Doppelte angestiegen:
| Jahr | Einwohner | Quelle       |
| ---- | --------- | ------------ |
| 1992 | 916       | Volkszählung |
| 2001 | 1392      | Volkszählung |
| 2012 | 2319      | Volkszählung |
| 2024 |           | Volkszählung |

Die Region weist noch einen gewissen Anteil an indigener Bevölkerung auf, im Municipio Cabezas sprechen 9,0 Prozent der Bevölkerung Quechua und 6,8 Prozent Guaraní.